# 黒須聡瑛

## 来歴
山形県山形市出身。学習院大学法学部卒業。大学在学時にはテレビ朝日アスクにも通っていた。
大学を卒業後、2017年4月に岩手朝日テレビに入社。同局では、入社直後から『スーパーJチャンネルいわて』のキャスターを務めていた。
2019年3月に岩手朝日テレビを退社し、フリーアナウンサーに転向。

## 担当番組
- スーパーJチャンネルいわて - キャスター（2017年4月 - 2019年3月）
- いいコト! - MC、中継リポーター